# ابو غوش
ابو قاش (به لاتین: Abu Ghosh) در اسرائیل است که در استان اورشلیم واقع شده است.

## خصوصیات
ابو قاش ۶٬۵۱۲ نفر جمعیت دارد.